# Playa Brasil
Playa Brasil är en ort i Mexiko.   Den ligger i kommunen Salina Cruz och delstaten Oaxaca, i den sydöstra delen av landet, 600 km sydost om huvudstaden Mexico City. Playa Brasil ligger 7 meter över havet och antalet invånare är 218.
Terrängen runt Playa Brasil är kuperad åt nordväst, men åt sydost är den platt. Havet är nära Playa Brasil åt sydost.  Närmaste större samhälle är Salina Cruz, 9,7 km nordost om Playa Brasil. 